# Hildur Schirmer
Hildur Schirmer (Duitsland, Braunschweig, 13 maart 1856 - Oslo, 24 april 1914) was een Noors feministe, zangeres en zanglerares.
Hildur Koch werd geboren in het gezin van ingenieur August Koch en Hildur Sommerfeldt. In 1878 huwde ze architect Adolf Schirmer, zoon van architect Heinrich Ersnt Schirmer en broer van Herman Major Schirmer. Ze kregen minstens zeven kinderen. Hildur was bestuurslid van de Noorse vrouwenvereniging/beweging. Zij nam in 1896 het initiatief een monument op te richten voor schrijfster/feministe Camilla Collett in het kasteelpark te Oslo.
Ze groeide op in Braunschweig alwaar ze ook haar eerste muzieklessen kreeg. In aansluiting daarop verdween ze naar Parijs omdaar bij Pauline Viardot-Garcia te gaan sturen. In de jaren tachtig en negentig gaf ze enkele concerten met voornamelijk liederen in Noorwegen, Duitsland en Denemarken. Ze zong onder meer in het "Schwester Trio" met zusters Brunhilde Koch en Sophie Koch. Vanaf 1900 gaat het lesgeven een steeds groter onderdeel vormen van haar leven. Ze doceerde aan de muziekscholen van Lindemann en Marcilie Holmboe. Bekende leerlingen van haar zijn Carl Hagman en Marta Sandal. In 1906 was ze voorzitter van de muzieklerarenvereniging in Christiania (lees Oslo).
Enkele concerten:
- 29 maart 1880; Concert voor pensioenfonds van musici van het Christiania Theater met Ingeborg Pettersen en Ole Olsen; werken van Olsen
- 13 november 1886: Concert met Agathe Backer-Grøndahl en Johan Selmer; Schirmer zong liederen van Franz Liszt onder begeleiding van Backer-Grøndahl
- 1 april 1885: Kerkconcert met Gudbrand Bøhn en Johan Edvard Hennum
- 11 juni 1896 zong ze samen met haar leerling Marta Sandal

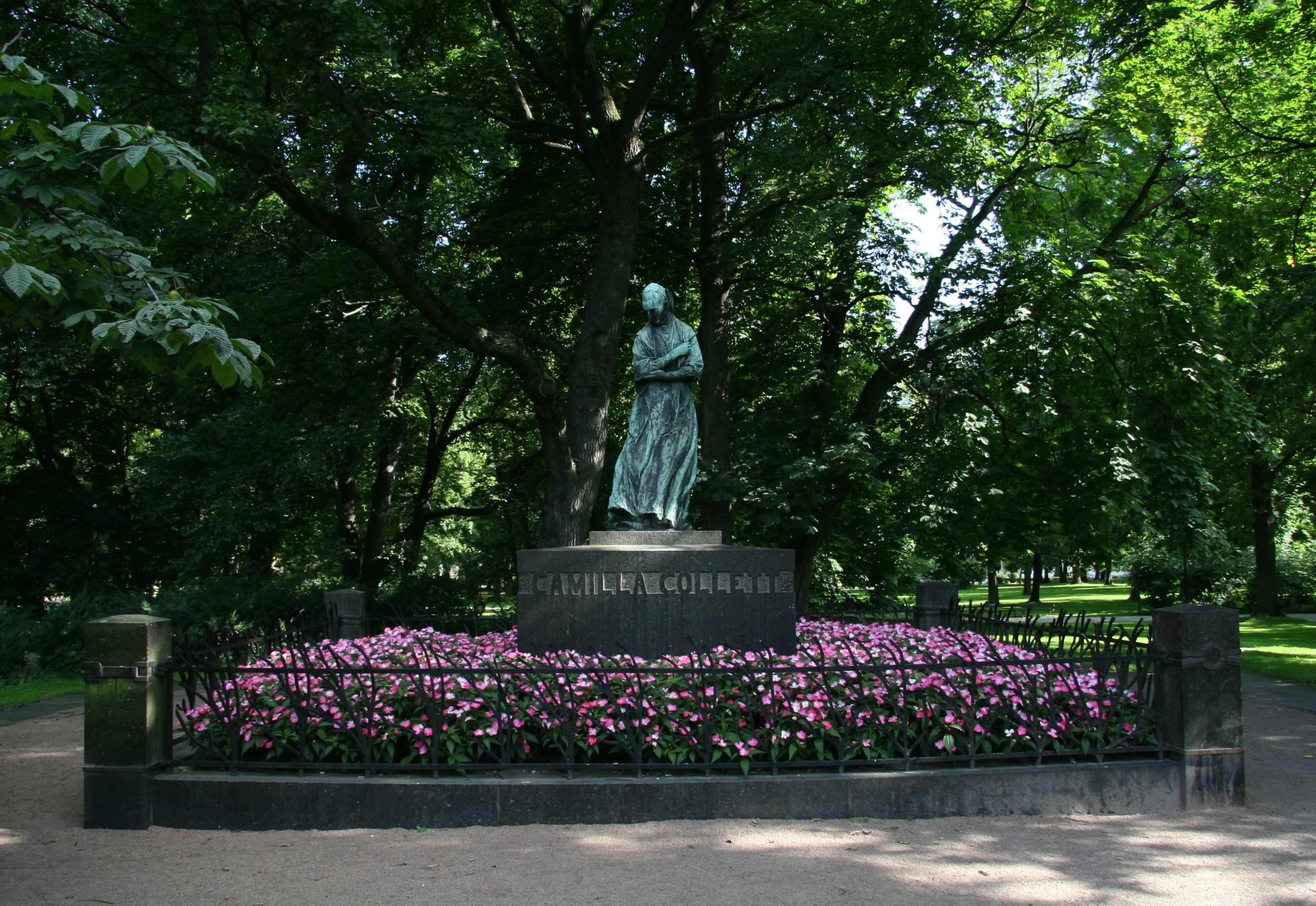
Beeld Camilla Collett